# Bembidion latiplaga
Bembidion (Emphanes) latiplaga – gatunek chrząszcza z rodziny biegaczowatych i podrodziny Trechinae.
Gatunek ten został opisany w 1850 roku przez Maximiliena Chaudoira.
Chrząszcz o ciele długości od 2,4 do 3 mm, ubarwiony błyszcząco-ciemnobrązowo, niekiedy z zielonkawym podbarwieniem. Pokrywy zdobią cztery pary plam: barkowa, środkowa, przedwierzchołkowa i wierzchołkowa. Głowa i przedplecze są gładkie. Tę pierwszą cechują ostre bruzdy czołowe prawie równoległe między oczami, przechodzące na nadustek, ale zanikłe przed wargą górną. Czułki są ciemne, z wyjątkiem rudego pierwszego członu. Przedplecze jest sercowate, silnie zwężone u nasady, pozbawione żeberka zakątowego. Trzeci międzyrząd pokryw ma punkty grzbietowe nieprzylegające do żadnego rzędu. Tylna para skrzydeł jest w pełni wykształcona.
Owad palearktyczny, znany z Algierii, Tunezji, Egiptu, Hiszpanii, Francji, Włoch oraz europejskiej i azjatyckiej części Rosji. Bardzo rzadko i pojedynczo spotykany. Preferuje gleby żwirowate i silnie wilgotne, na pobrzeżach słodkich wód płynących, jak i mórz.